# 電気工事
電気工事（でんき こうじ）とは、建設工事の中で送電線、配電盤、電灯、電力機器などの電気工作物の工事を行う専門工事である。日本の法制度上は、大きく分けて「電気保安に関する法体系における電気工事」と「建設工事としての電気工事」の2つの意味が存在する。

## 電気工事とは

### 電気保安に関する法体系における電気工事
電気工事士法第2条第3項における定義では
一般用電気工作物又は自家用電気工作物を設置し、又は変更する工事をいう。ただし、政令で定める軽微な工事を除く。
とされている。なお、この定義における「自家用電気工作物」では、発電所、変電所、最大電力500kW以上の需要設備、その他の経済産業省令で定めるものが除かれている。電気工事には原則として、電気工事士でなければ従事できない。
事業用電気工作物に係わる工事の場合、当該電気工作物において選任される電気主任技術者が保安に関する監督を行う。
電気工事業については、電気工事業の業務の適正化に関する法律等による規制を受ける。

### 建設工事としての電気工事
電気工事業とは、発電設備、変電設備、送配電設備、構内電気設備等を設置する工事、を業とする建設業。
工事の例示としては、発電設備工事、送配電線工事、引込線工事、変電設備工事、構内電気設備（非常用電気設備を含む。）工事、照明設備工事、電車線工事、信号設備工事、ネオン装置工事
屋根一体型の太陽光パネル設置工事は『屋根工事』に該当する。太陽光発電設備の設置工事は『電気工事』に該当し、太陽光発電パネルを屋根に設置する場合は、屋根等の止水処理を行う工事が含まれる。
『機械器具設置工事』には広くすべての機械器具類の設置に関する工事が含まれるため、機械器具の種類によっては『電気工事』、『管工事』、『電気通信工事』、『消防施設工事』等と重複するものもあるが、これらについては原則として『電気工事』等それぞれの専門の工事の方に区分するものとし、これらいずれにも該当しない機械器具あるいは複合的な機械器具の設置が『機械器具設置工事』に該当する。

## 電気工事の内容
送電設備、配電設備、および電気利用設備を設置し、修繕する工事。
電気工事士法施行規則第2条において、電気工事士でなければ従事できない電気工事の作業が列挙されている。
- 電線相互の接続、配線器具への電線の接続、600V超過の電気機器への電線の接続
- 電線の碍子への取り付け、取り外し
- 電線、配線器具、配電盤の造営材への取り付け、取り外し
- 電線管などへの電線の通線
- 電線管の曲げ、ねじ切り、接続
- 金属製のボックスの造営材への取り付け、取り外し
- 電線、電線管などが造営材を貫通する部分への金属製の防護装置の取り付け、取り外し
- 金属製の電線管などのメタルラス張り、ワイヤラス張り、金属板張り部分への取り付け、取り外し
- 接地工事

### 電気工事の内容の例示
- 鉄塔上の送電線架設工事[注 8]
- ビル・住宅内の配電工事[注 9]
- 電気設備の更生工事
- 接地工事

演出空間においては、無資格者が電気工事を行っている現状を考慮して、演出空間仮設電気設備指針において接続をすべて差込接続器によることにより、無資格者による「工事」を可能にしている。

## 電気工事ではないもの

### 電気保安に関する法体系における電気工事に含まれないもの
電気工事士法第2条第3項において電気工事から除外される軽微な工事があり、電気工事士法施行令第1条に定められている。
1. 600V以下のプラグなどの接続器またはナイフスイッチなどの開閉器に、コードまたはキャブタイヤケーブルを接続する工事
2. 600V以下の配線器具を除く電気機器または蓄電池の端子に、電線（コード、キャブタイヤケーブル、およびケーブルを含む）を接続する工事
3. 600V以下の電力量計、電流制限器、またはフューズを取り付け、取り外す工事
4. 二次電圧が36V以下の小型変圧器の二次側の配線工事
5. 電線を支持する柱、腕木などを設置、変更する工事
6. 地中電線用の暗渠、管を設置、変更する工事

1.と2.は文字通り軽微な工事として電気工事から除外されている。なお、1.はコードとキャブタイヤケーブル以外を接続する場合は電気工事である。

3.は電力会社が設置する機器であるため、電気工事士法の対象外とされている。

4.はいわゆる弱電工事であり、電気通信工事や消防施設工事となる。

5.と6.は土木工事であり、電気土木とも呼ばれる。

### 建設工事としての電気工事に含まれないもの
例えば以下の工事は、 建設工事としての電気工事に含まれない。
1. エアコンなどの取り付け工事
2. 屋根一体型ソーラーパネルの設置工事
3. CATVやLANなどの配線工事

1.は建築物の中に設置される通常の空調機器の設置工事であり、建設業法上は管工事に分類される。
2.は建設業法上は屋根工事に分類される。一方で、太陽光発電設備の設置工事は建設工事としての電気工事に含む。
3.はいわゆる弱電工事であり、建設業法上は電気通信工事に分類される。

## 電気工事に関する資格

### 電気保安に関する法体系における電気工事に関する資格
- 電気主任技術者
- 電気工事士
- 認定電気工事従事者
- 特種電気工事資格者
- ネオン工事技術者

### 建設工事としての電気工事に関する資格
- 技術士電気電子部門
- 電気工事施工管理技士

### 電気工事に従事する労働者を対象とした、労働安全衛生に関する資格
- 電気取扱業務に係る特別教育、低圧の充電電路の敷設等の業務に係る特別教育